# Museo Arqueológico de Sogamoso
Creado por el arqueólogo Eliécer Silva Célis, en 1942, sobre los restos de un cementerio muisca, en el sector de Los Solares (hoy Barrio El Sol), en la ciudad de Sogamoso, Boyacá, Colombia.
Por disposición oficial se le dio el nombre de su fundador en el año 2008.

## Parque Arqueológico y etnobotánico

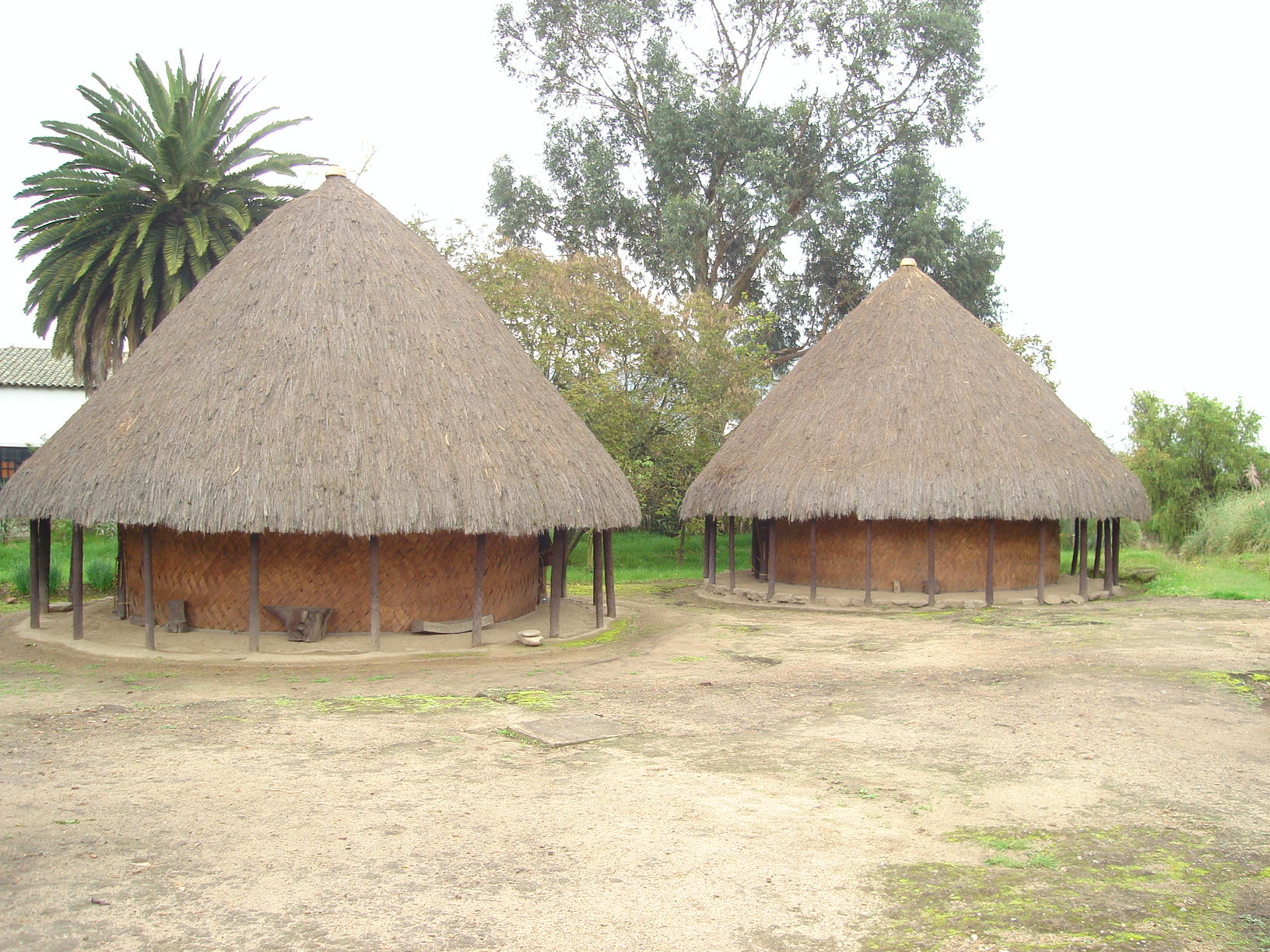
Reconstrucción de los bohíos chibchas aledaños al Templo del Sol, en Sogamoso.

Sobre las huellas arqueológicas, con base en las descripciones de los cronistas de Indias

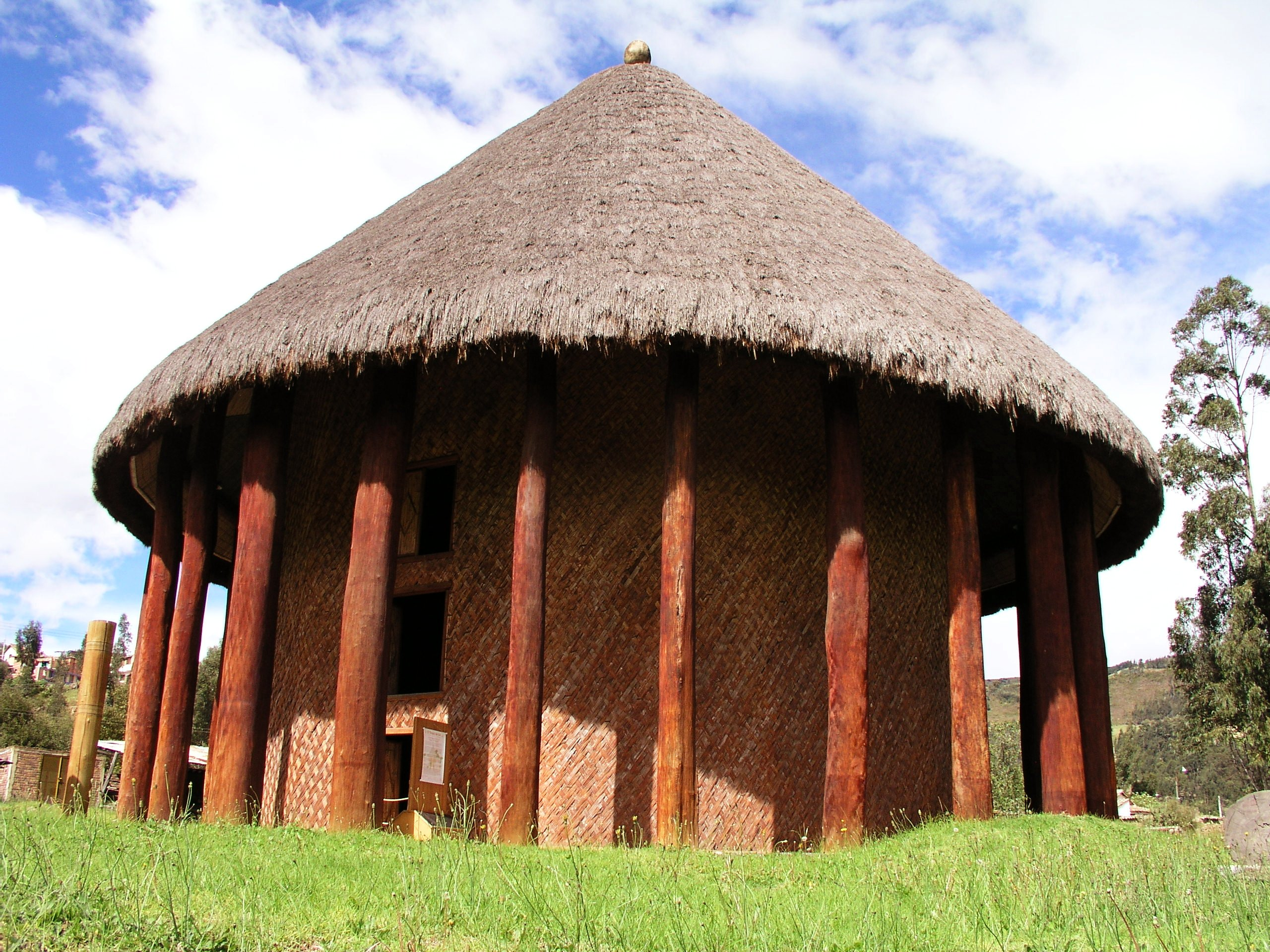
Reconstrucción del Templo del Sol con base en los estudios de Silva Célis.

y las técnicas campesinas de construcción, se levantaron varias, que en 1846
```
describió Silva Célis así: bohíos de planta circular, con paredes de 
bahareque
, es decir, de caña y barro, con techos cupuliformes de paja.
[
1
]
```

En sus jardines se cultivan numerosas especies vegetales de aprovechamiento indígena y tradicional.

## El Templo del Sol
Con base en las fuentes mencionadas y los resultados de sus investigaciones arqueológicas, Silva Célis logró la reconstrucción del templo, de planta circular, con columnas y vigas de madera, paredes de caña entretejida, en algunos casos recubiertas con barro o bahareque y techo cupuliforme de paja.
Debido a investigaciones de los restos arqueológicos, durante algún tiempo se creyó que el Templo del Sol fue de tres plantas. El error nació de la falsa interpretación de los círculos concéntricos dejados por los horcones o columnas calcinados.
Esta interpretación artística fue descartada en razón de que ninguno de los cronistas menciona que el templo tuviera varios pisos. De haber sido así, los conquistadores Jiménez de Quesada, San Martín y Lebrija lo hubieran consignado en el relato del incendio que propiciaron.
De otra parte, el desarrollo de las técnicas de construcción alcanzadas por los indígenas de esa época no permitía el soporte de varios pisos amarrando los maderos con bejucos o las guascas o cuerdas de fique.

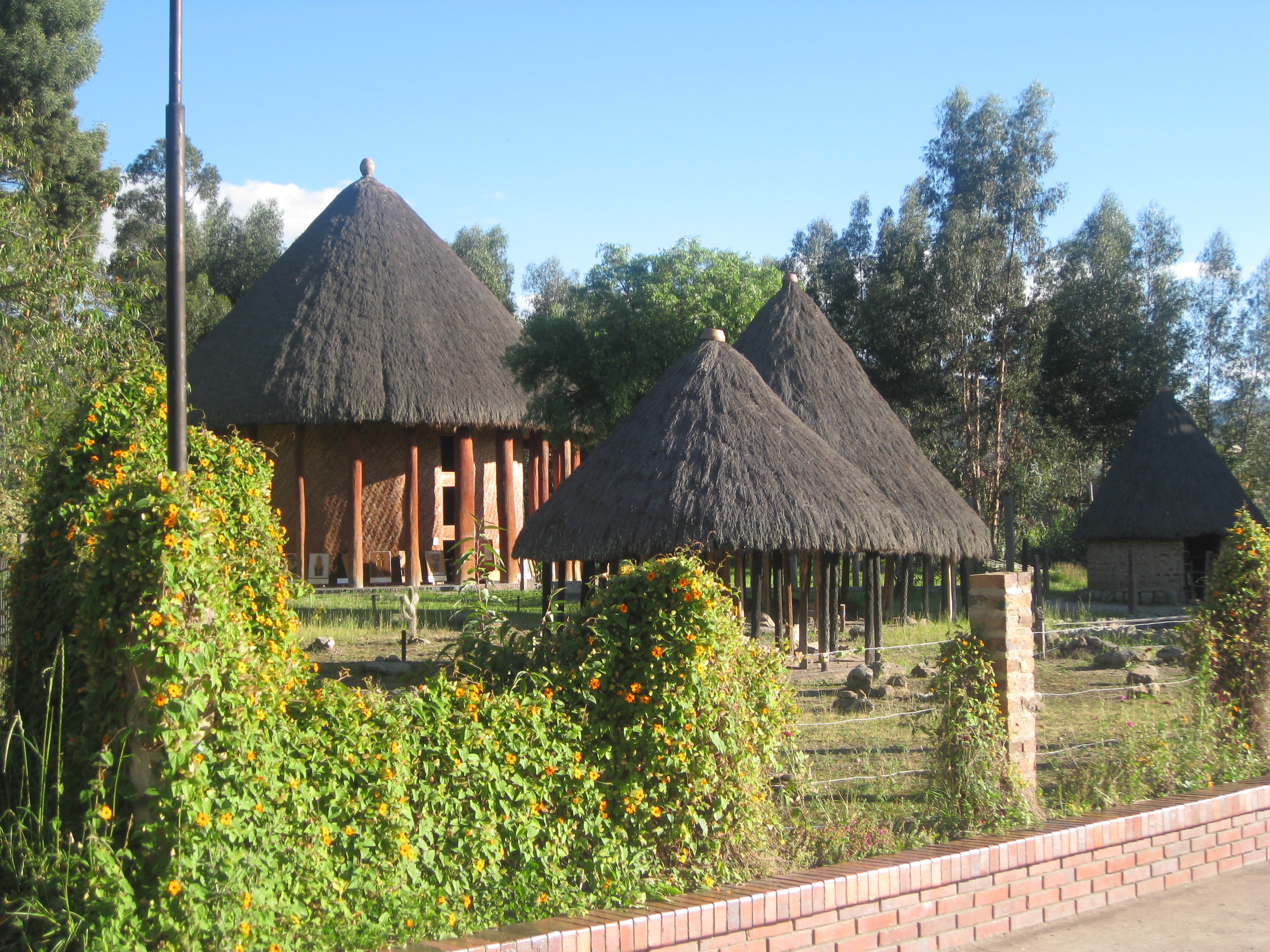
Museo del sol

## Museo Arqueológico y etnográfico.
El museo actual consta de dos bloques:
- Las salas de exposición.
- La casa del museo antiguo y vivienda del personal administrativo.

Las salas de exposición se encuentran en un bloque compuesto por un edificio central, de dos pisos, conectado a dos alas de un piso.
En una de las salas del bloque principal se encuentra la tumba del artista Eginhard Menghius, quien dedicó las últimas décadas de su vida al servicio de la etnografía colombiana.

### Colecciones
- Colección antropológica
- Colección etnológica

Además de las reliquias arqueológicas de la cultura chibcha, posee valiosas obras plásticas de (Eginhard Menghius), (David Parra Carranza), (Manuel León) y del escultor (Hugo Martínez González).

## Fuente sagrada de Conchucua o Conchupcua
Anexo al Museo Arqueológico de Sogamoso se encuentra este sitio de culto solar, donde el cacique y Sumo sacerdote de Suamox realizaba sus abluciones y ceremonias rituales.